# Schoenobius pulverea
Schoenobius pulverea là một loài bướm đêm trong họ Crambidae.